# Pokrovsk (Oekraïne)
Pokrovsk  (Oekraïens: Покровськ) is een stad in de Oekraïense oblast Donetsk en ligt 56 kilometer ten noordwesten van de stad Donetsk. De stad werd in 1875 gesticht en heette tot 1928 Grisjino (Oekraïens: Гришино) en kreeg pas in 2016 zijn huidige naam. In 2025 telde Pokrovsk 1350 inwoners. Intussen is dat veel minder door de Russisch-Oekraïense oorlog.
De Metinvest-groep heeft een grote ondergrondse steenkoolmijn met bijhorende cokesfabriek in Pokrovsk. De cokes worden verbruikt door Metinvests staalfabrieken in zuidoost-Oekraïne.

## Namen

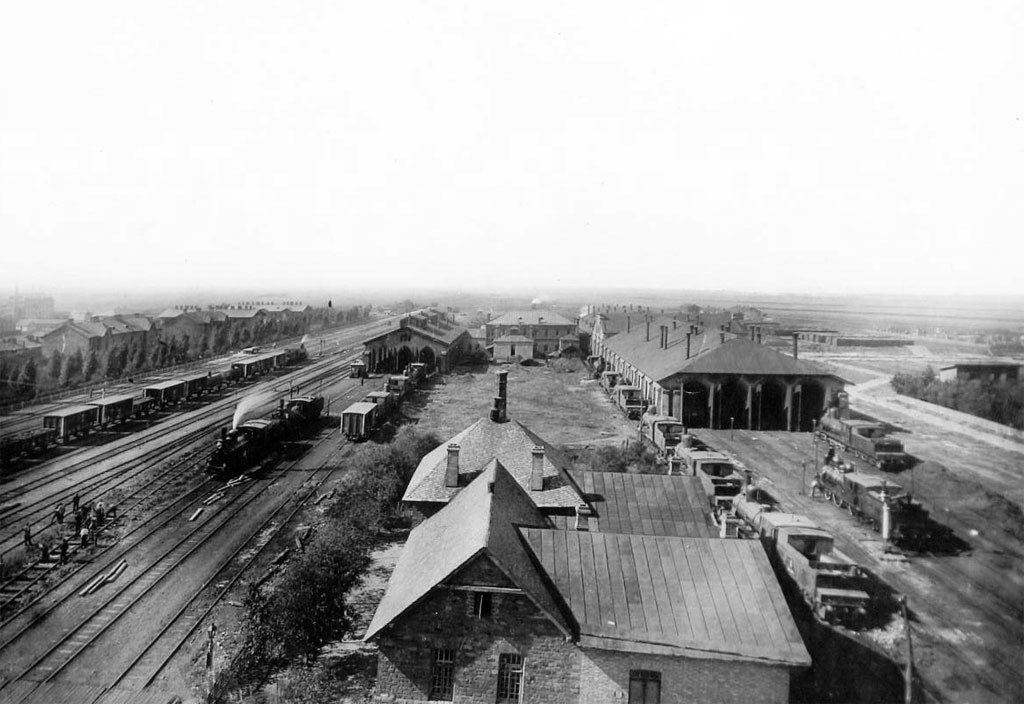
Het station rond de eeuwwisseling 19/20e eeuw

- 1884–1934: Grisjino (Russisch: Гришино) of Hryshyne (Oekraïens: Гришине)
- 1934–1938: Postyshevo (Russisch: Постышево) of Postysheve (Oekraïens: Постишеве), vernoemd naar de politicus Pavel Postyshev
- 1938–1964: Krasnoarmeyskoe (Russisch: Красноармейское) of Krasnoarmijsk (Oekraïens: Красноармійське), “stad van het Rode Leger”, omgedoopt toen Postyshev in ongenade viel
- 1964–2016: Krasnoarmijsk (Oekraïens: Красноармійськ) of Krasnoarmeysk (Russisch: Красноармейск)
- 2016–heden: Pokrovsk (Oekraïens: Покровськ; Russisch: Покровск), omgedoopt op 12 mei 2016 in het kader van de decommunisatie, vernoemd naar de “Voorspraak van de Theotokos”, in Oekraïne bekend als de Pokrova

## Geschiedenis
De stad werd in 1875 gesticht als Grisjino door een besluit van het Ministerie van Spoorwegen van het Keizerrijk Rusland, dat toestemming gaf voor een treinstation. Het dorp telde al snel tweeduizend inwoners. Met de ontwikkeling van het treinstation groeide Grisjino en kwamen er nieuwe bedrijven, met name voor de exploitatie van ondergrondse mineralen, te beginnen met steenkool. In 1913 was de bevolking rond het station van Grisjino meer dan verdubbeld tot ongeveer 4500 mensen.
Nadat de Russische Burgeroorlog Rusland als geheel had verwoest, zette het station van Grisjino zijn groei voort en had het in 1925 een locomotiefdepot, een steenfabriek en zes mijnen. De Tweede Wereldoorlog had een zware impact op de bevolking van de stad. De eerste As-troepen die arriveerden waren Italianen van de Pasubio Divisie, die de stad op 19 oktober 1941 bezetten, gevolgd door de Duitsers. Duitse troepen gingen over tot het onder dwang overbrengen van veel burgers per trein naar werkkampen in Oostenrijk. De stad was getuige van een gruweldaad toen de resterende Joodse gemeenschap in het midden van de winter van 1942 werd afgeslacht door de Duitsers. In februari 1943 was er een twaalfdaagse strijd om de stad. In de nacht van 10 op 11 februari 1943 werd Krasnoarmijsk bezet door het Sovjet 4e Garde Gemechaniseerde Korps. Na de herovering door de SS-Pantsergrenadierdivisie "Wiking" met de steun van de 333e Infanteriedivisie en de 7e Pantserdivisie, werden op 18 februari 1943 talrijke dode lichamen ontdekt, die verminkingen en sporen van mishandeling vertoonden. In deze als “Bloedbad van Grisjino” bekend staande oorlogsmisdaad werden 508 krijgsgevangenen en 88 burgers werden afgeslacht, voornamelijk Duitsers en Italianen, maar ook Roemenen, Oekraïners, Hongaren en Denen. Op 20 februari 1943 was de stad weer volledig onder Duitse controle tot de definitieve bevrijding door de 259e Fuseliersdivisie van het Rode Leger op 8 september 1943.

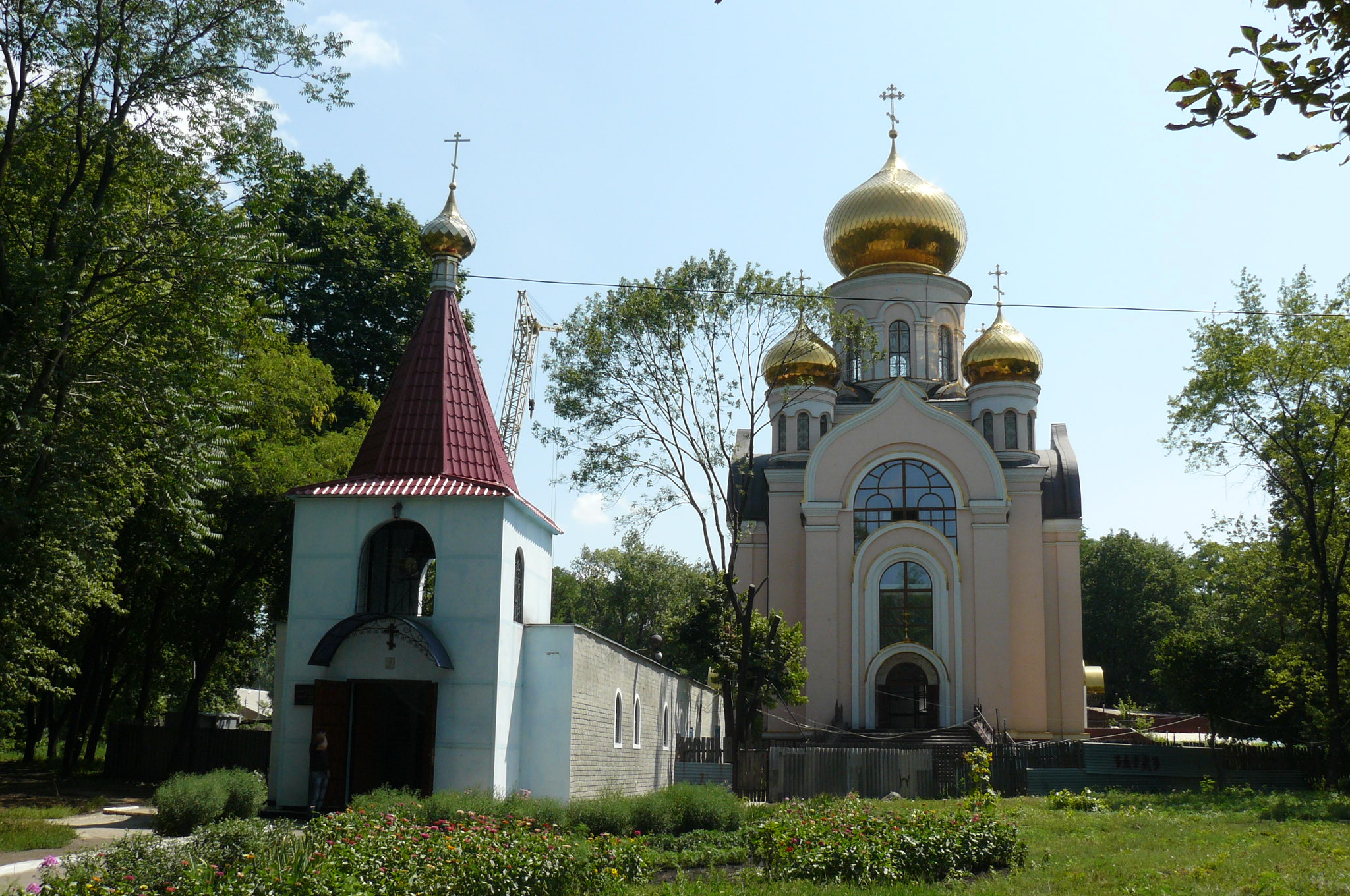
De orthodoxe kerk van Sint-Michiel de Engel van Pokrovsk, gefotografeerd in 2012

In de jaren 1950, in de naoorlogse periode, vernieuwde de stad haar industriële en woningbouw.

## Russisch-Oekraïense oorlog

### Oorlog in de  Donbas
Tijdens de oorlog in de Donbas van 2014-2022 lag de stad vlak bij de frontlinie met de separatistische Volksrepubliek Donetsk.

### Russische invasie van Oekraïne
Op 7 augustus 2023, tijdens de Russische invasie van Oekraïne, troffen Russische raketten de stad twee keer, waarbij negen mensen om het leven kwamen.
In juli 2024 hernieuwde Rusland zijn inspanningen om Pokrovsk te bereiken en in te nemen in een nieuw offensief. Op 15 augustus meldde het militaire bestuur van de stad Pokrovsk, dat Russische troepen slechts 10 km van de stad verwijderd waren, en op 19 augustus kondigden Oekraïense functionarissen aan dat gezinnen met kinderen die in Pokrovsk en omliggende dorpen wonen, gedwongen zouden worden te vertrekken. De bevolking was naar verluidt gedaald tot 36.000 op 1 september. Op 5 september waren er nog 26.000 mensen, waaronder 1.076 kinderen, in de stad. In oktober was de bevolking gedaald tot 13.000. Op 13 december 2024 waren de Russische troepen tot 3,8 km van de stad genaderd.